# Las marismas
Las marismas, también conocida como Sangre contaminada[cita requerida] (en islandés: Mýrin) (listenⓘ), es una novela policíaca escrita por el islandés Arnaldur Indriðason, siendo publicada en el año 2000. Fue la primera de la saga del Detective Erlendur en ser traducida al inglés (en 2004). En el Reino Unido, el título fue cambiado a Tainted Blood (Sangre contaminada) cuándo se publicó la edición en rústica.
La novela es en un nivel una féroz crítica hacia el trabajo de recolección de genes de la empresa biofarmaceútica DeCODE genetics:
''Lejos de reforzar ese tipo de mitos de la identidad nacional islandesa promovida por la eugenesia hacia principios del siglo XX y recreada por la máquina propagandística del DeCODE, la obra de Indriđason utiliza la figura del gen defectuoso, no sólo para exponer y cuestionar las mitologías nacionales de la cohesión y continuidad social y familiar, sino para plantear algunas preguntas fundamentales sobre el significado de la inocencia y la culpa, la justicia y el castigo en la cara de la identificación de genes que llevan el secreto no de la vida, sino de la muerte.''

## Sinopsis
Un hombre camionero de 70 años es encontrado muerto en el sótano de su departamento en el barrio de Las Marismas en Norðurmýri, en el que había recibido un golpe con un cenicero de vidrio. Las únicas pistas es la fotografía de la tumba de una niña y una nota críptica en el cadáver. El detective Erlendur descubre que la víctima había sido acusada de haber cometido un violento abuso sexual, pero nunca fue sometido a juicio. Y durante la investigación, desaparece una joven en su propio banquete de bodas, por lo que el protagonista se vará obligado a unir las piezas del caso para descubrir al homicida y sus intenciones.

## Premios
La novela fue galardonada con el premio literario Premio Llave de vidrio en 2002, como la mejor novela policíaca de los países nórdicos. En 2003, la posterior novela de Indriðason, Silencio sepulcral, también ganó el premio, siendo el primer escritor en obtener dos veces consecutivas ese premio.

## Adaptaciones
Una versión fílmica de la novela fue dirigida por Baltasar Kormákur y estrenada en Islandia el 20 de octubre de 2006, y en el Reino Unido el 12 de septiembre de 2008.